# Анђелика
Лековита анђелика, или анђелица (лат. Angelica archangelica), двогодишња је биљка из породице Apiaceae. Анђелика је врло крупна, снажна и лепа, до 2 m висока зељаста биљка. Ризом је меснат, крупан, кратак и густо обрастао дугачким корењем. Стабло је право, шупље, на основи као рука дебело и црвенкасто, обло, при врху разгранато. Листови су трипут перасто усечени, врло крупни (доњи 60—80 см) и на основи мехурасто обухватају стабљику. Штитасте цвасти се налазе на врху стабљике и огранака, врло су крупне и имају много цветова зеленкасте или жућкасте боје. Плод је јајолик, пљоснат и крилат, до 7 mm дугачак и до 5 mm широк, жућкастобеличасте боје. Цвета током јула и августа. Ангелика расте по мочварним местима. Ретко се налази дивља биљка.

## Особине
Цела биљка има својствен пријатан ароматичан мирис. Укуса је најпре ослатког, а затим ароматично љутог. Ризоми се ваде прве године пре него што лист отпадне, очисте, оперу, уздуж на четворо расеку и суше на јакој промаји. Ризоми и корење садрже 0,30-1% етарског уља, око 6% смоле, пектина, ситостерола, кумарина, разних киселина, као што је анђелична киселина, затим ангелицина и других материја. У плодовима има 0,5—1,5% етарског уља, око 16% масног уља, кумарина и других састојака. Етарско уље се производи у индустријским количинама, дестилацијом самлевених плодова, ризома и корења. Главни састојак уља је феландрен. Уље је врло скупо. Највише уља потроше фабрике разних десертних пића.